# ديفيد همينجز
ديفيد همينجز (بالإنجليزية: David Hemmings)‏ هو كاتب سير ذاتية وكاتب سيناريو ومغن ومؤلف ومنتج أفلام ومغني أوبرا ومخرج وممثل ، ولد في 18 نوفمبر 1941 بغلدفورد في المملكة المتحدة، وتوفي في 3 ديسمبر 2003 في رومانيا بسبب نوبة قلبية.

## أعمال

### أفلام
- (1967) كاميلوت
- (2000) غلاديايتر[7][8][9]
- (2001) لعبة تجسس[10][11]
- (2002) إكويليبريوم
- (2002) عصابات نيويورك[12][13][14]
- (2003) تحالف الخارقين[15]

## وصلات خارجية
- ديفيد همينجز على موقع IMDb (الإنجليزية)
- ديفيد همينجز على موقع روتن توميتوز (الإنجليزية)
- ديفيد همينجز على موقع ألو سيني (الفرنسية)
- ديفيد همينجز على موقع ميوزك برينز (الإنجليزية)
- ديفيد همينجز على موقع تيرنر كلاسيك موفيز (الإنجليزية)
- ديفيد همينجز على موقع أول موفي (الإنجليزية)
- ديفيد همينجز على موقع قاعدة بيانات الأفلام السويدية (السويدية)
- ديفيد همينجز على موقع إن إن دي بي (الإنجليزية)
- ديفيد همينجز على موقع ديسكوغز (الإنجليزية)
- ديفيد همينجز على موقع قاعدة بيانات الفيلم (الإنجليزية)